# Lonchoptera meijerei
Lonchoptera meijerei is een vliegensoort uit de familie van de Lonchopteridae. De wetenschappelijke naam van de soort is voor het eerst geldig gepubliceerd in 1938 door Collin.